# Macrojoppa ornaticornis
Macrojoppa ornaticornis là một loài tò vò trong họ Ichneumonidae.